# Dolynska
Dolynska (en ucraniano: Долинська) es una ciudad ucraniana ubicada en el Raión de Kropyvnytsky dentro del Óblast de Kirovogrado.

## Historia
Hasta el 18 de julio de 2020, Dolynska fue el centro administrativo del Raión de Dolynska. El raión se abolió en julio de 2020 como parte de la reforma administrativa de Ucrania, que redujo el número de riones del Óblast de Kirovogrado a cuatro. El área del Raión de Dolynska se fusionó con el Raión de Kropyvnytsky.